# وزارة روته الرابعة
وزارة روته الرابعة هي الحكومة الحالية لهولندا. والتي بدأت مهامها في 10 يناير 2022. وهي الوزارة الرابعة برئاسة مارك روته، وقد جرى تشكيلها من قِبل الأحزاب حزب الشعب من أجل الحرية والديمقراطية (VVD) الليبرالي المحافظ، و حزب الديمقراطيون 66 الليبرالي الاجتماعي وحزب النداء الديمقراطي المسيحي (CDA) المسيحي الديمقراطي، وحزب الاتحاد المسيحي (CU) وذلك بعد انتخابات عام 2021.
أعلن مارك روته استقالة الحكومة في 7 يوليو 2023، بعد فشلها في التوصل إلى اتفاق بشأن معاملة اللاجئين الفارين من الحروب وكذلك بسبب خلافات وفشل ائتلافه في الاتفاق على كيفية التعامل والحد من الهجرة.

## أعضاء مجلس الوزراء
| الوزراء                | الوزراء                   | الوزراء                             | المنصب/ الحقيبة الوزارية  | المنصب/ الحقيبة الوزارية        | المنصب/ الحقيبة الوزارية | التاريخ                                               | الحزب                                |
| ---------------------- | ------------------------- | ----------------------------------- | ------------------------- | ------------------------------- | --- | ----------------------------------------------------- | ------------------------------------ |
|                        |                           | مارك روته (وُلد 1967)                | رئيس الوزراء              | وزارة الشؤون العامة             | | 14 أكتوبر 2010 – في المنصب [مستمر من الحكومة السابقة] | حزب الشعب من أجل الحرية والديمقراطية |
|                        |                           | سيغريد كاغ (وُلد 1961)               | نائب رئيس وزراء هولندا    | المالية                         | | 10 يناير 2022 – في المنصب                             | الديمقراطيون 66                      |
| وزير                   |                           | سيغريد كاغ (وُلد 1961)               |                           | المالية                         | | 10 يناير 2022 – في المنصب                             | الديمقراطيون 66                      |
|                        |                           | فوبكه هويكسترا (وُلد 1975)           | نائب رئيس وزراء هولندا    | وزارة الشؤون الخارجية           | | 10 يناير 2022 – في المنصب                             | حزب النداء الديمقراطي المسيحي        |
| وزير                   |                           | فوبكه هويكسترا (وُلد 1975)           |                           | وزارة الشؤون الخارجية           | | 10 يناير 2022 – في المنصب                             | حزب النداء الديمقراطي المسيحي        |
|                        |                           | كارولا شوتن (وُلد 1977)              | النائب الثالث لرئيس وزراء | الشئون الإجتماعية والتوظيف      | • رعاية اجتماعية • ترابط اجتماعي • تأمينات                                                                                             | 26 أكتوبر 2017 – في المنصب [مستمر من الحكومة السابقة] | الاتحاد المسيحي                      |
| وزير                   | 10 يناير 2022 – في المنصب | كارولا شوتن (وُلد 1977)              |                           | الشئون الإجتماعية والتوظيف      | • رعاية اجتماعية • ترابط اجتماعي • تأمينات                                                                                             |                                                       | الاتحاد المسيحي                      |
|                        |                           | Hanke Bruins Slot (وُلد 1977)        | وزير                      | الداخلية وعلاقات المملكة        | | 10 يناير 2022 – في المنصب                             | حزب النداء الديمقراطي المسيحي        |
|                        |                           | Dilan Yeşilgöz- Zegerius (وُلد 1977) | وزير                      | العدالة والأمن                  | | 10 يناير 2022 – في المنصب                             | الشعب من أجل الحرية والديمقراطية     |
|                        |                           | Micky Adriaansens (وُلد 1964)        | وزير                      | وزارة الشؤون الاقتصادية         | | 10 يناير 2022 – في المنصب                             | الشعب من أجل الحرية والديمقراطية     |
|                        |                           | Jonkvrouw كاجسا أولونغرن (وُلد 1967) | وزير                      | وزارة الدفاع                    | | 10 يناير 2022 – في المنصب                             | الديمقراطيون 66                      |
|                        |                           | Dr. Ernst Kuipers (وُلد 1959)        | وزير                      | الصحة، والرعاية والرياضة        | | 10 يناير 2022 – في المنصب                             | الديمقراطيون 66                      |
|                        |                           | Karien van Gennip (وُلد 1968)        | وزير                      | الشئون الاجتماعية والعمل        | | 10 يناير 2022 – في المنصب                             | حزب النداء الديمقراطي المسيحي        |
|                        |                           | Dr. Robbert Dijkgraaf (وُلد 1960)    | وزير                      | وزارة التعليم والثقافة والعلوم  | | 10 يناير 2022 – في المنصب                             | الديمقراطيون 66                      |
|                        |                           | Mark Harbers (وُلد 1969)             | وزير                      | البنية التحتية وإدارة المياه    | | 10 يناير 2022 – في المنصب                             | الشعب من أجل الحرية والديمقراطية     |
|                        |                           | Henk Staghouwer (وُلد 1962)          | وزير                      | الزراعة، الطبيعة، وجودة الأغذية | | 10 يناير 2022 – في المنصب                             | الاتحاد المسيحي                      |
| وزير بدون حقيبة وزارية | وزير بدون حقيبة وزارية    | وزير بدون حقيبة وزارية              | المنصب                    | المنصب                          | المنصب | التاريخ                                               | الحزب                                |
|                        |                           | هوغو دي يونغ (وُلد 1977)             | وزير                      | الداخلية وعلاقات المملكة        | • الإسكان العام • التخطيط العمراني | 10 يناير 2022 – في المنصب                             | حزب النداء الديمقراطي المسيحي        |
|                        |                           | Liesje Schreinemacher (وُلد 1983)    | وزير                      | وزارة الشؤون الخارجية           | • التجارة والصادرات • مساعدات التنمية                                                                                                  | 10 يناير 2022 – في المنصب                             | الشعب من أجل الحرية والديمقراطية     |
|                        |                           | Franc Weerwind (وُلد 1964)           | وزير                      | العدالة والأمن                  | • النيابة العامة • قانون مدني (نظام قانوني) • قانون الملكية • حقوق الضحايا • إصلاح قضائي • تمكين الشباب • الإصلاحيات • الديون • القمار | 10 يناير 2022 – في المنصب                             | الديمقراطيون 66                      |
|                        |                           | Rob Jetten (وُلد 1987)               | وزير                      | وزارة الشؤون الاقتصادية         | • سياسة البيئة • الطاقة • الطاقة النووية • الطاقة المتجددة                                                                             | 10 يناير 2022 – في المنصب                             | الديمقراطيون 66                      |
|                        |                           | Conny Helder (وُلد 1958)             | وزير                      | الصحة والرعاية والرياضة         | • رعاية صحية أولية • رعاية طويلة الأجل • الرياضة                                                                                       | 10 يناير 2022 – في المنصب                             | الشعب من أجل الحرية والديمقراطية     |
|                        |                           | Dennis Wiersma (وُلد 1986)           | وزير                      | وزارة التعليم والثقافة والعلوم  | • تعليم أساسي • تعليم ثانوي • تربية خاصة • توجيه قبل مدرسي • إعلام                                                                     | 10 يناير 2022 – في المنصب                             | الشعب من أجل الحرية والديمقراطية     |
|                        |                           | Christianne van der Wal (وُلد 1973)  | وزير                      | الزراعة والطبيعة وجودة الطعام   | • حفظ الطبيعة • سياسة النيتروجين | 10 يناير 2022 – في المنصب                             | الشعب من أجل الحرية والديمقراطية     |
| وكيل وزارة             | وكيل وزارة                | وكيل وزارة                          | المنصب                    | المنصب                          | المنصب | التاريخ                                               | الحزب                                |
|                        |                           | Alexandra van Huffelen (وُلد 1968)   | وكيل وزارة [Title]        | الداخلية وعلاقات المملكة        | • مملكة هولندا • البلديات • مقاطعات هولندا • حكومة إلكترونية                                                                           | 10 يناير 2022 – في المنصب                             | الديمقراطيون 66                      |
|                        |                           | Marnix van Rij (وُلد 1960)           | وكيل وزارة                | المالية                         | • سياسة مالية • ضرائب • ميزانية الحكومة                                                                                                | 10 يناير 2022 – في المنصب                             | حزب النداء الديمقراطي المسيحي        |
|                        |                           | Aukje de Vries (وُلد 1964)           | وكيل وزارة                | المالية                         | • الجمارك • رعاية اجتماعية | 10 يناير 2022 – في المنصب                             | الشعب من أجل الحرية والديمقراطية     |
|                        |                           | Eric van der Burg (وُلد 1965)        | وكيل وزارة [Title]        | العدل والأمن                    | • الهجرة واللجوء • دمج اجتماعي • الأقليات                                                                                              | 10 يناير 2022 – في المنصب                             | الشعب من أجل الحرية والديمقراطية     |
|                        |                           | Dr. Hans Vijlbrief (وُلد 1963)       | وكيل وزارة                | وزارة الشؤون الاقتصادية         | • تعدين • الاستخراج | 10 يناير 2022 – في المنصب                             | الديمقراطيون 66                      |
|                        |                           | Christophe van der Maat (وُلد 1980)  | وكيل وزارة                | وزارة الدفاع                    | • إدارة الموارد البشرية • إدارة عسكرية                                                                                                 | 10 يناير 2022 – في المنصب                             | الشعب من أجل الحرية والديمقراطية     |
|                        |                           | Maarten van Ooijen (وُلد 1990)       | وكيل وزارة                | الصحة والرعاية والرياضة         | • رعاية الشباب • طب وقائي | 10 يناير 2022 – في المنصب                             | الاتحاد المسيحي                      |
|                        |                           | Dr. Gunay Uslu (وُلد 1972)           | وكيل وزارة                | وزارة التعليم والثقافة والعلوم  | • ثقافة • إعلام • فن | 10 يناير 2022 – في المنصب                             | الديمقراطيون 66                      |
|                        |                           | Vivianne Heijnen (وُلد 1982)         | وكيل وزارة [Title]        | البنية التحتية وإدارة المياه    | • طيران • إدارة المياه • المعهد الملكي الهولندي للأرصاد الجوية                                                                         | 10 يناير 2022 – في المنصب                             | حزب النداء الديمقراطي المسيحي        |